# Злотники-Куявські
Злотники-Куявські (пол. Złotniki Kujawskie, нім. Güldenhof) — село в Польщі, у гміні Злотники-Куявські Іновроцлавського повіту Куявсько-Поморського воєводства.
Населення — 2713 осіб (2011).
У 1975-1998 роках село належало до Бидгощського воєводства.

## Демографія
Демографічна структура станом на 31 березня 2011 року:
|          | Загалом | Допрацездатний вік | Працездатний вік | Постпрацездатний вік |
| -------- | ------- | ------------------ | ---------------- | -------------------- |
| Чоловіки | 1319    | 266                | 964              | 89                   |
| Жінки    | 1394    | 270                | 863              | 261                  |
| Разом    | 2713    | 536                | 1827             | 350                  |